# Gare de Quaregnon
La gare de Quaregnon est une gare ferroviaire belge de la ligne 97, de Mons à Quiévrain (frontière), située sur le territoire de la commune de Quaregnon dans la province de Hainaut en Région wallonne.
Elle est mise en service en 1865 par l'administration des chemins de fer de l'État belge. C'est un point d'arrêt non géré de la Société nationale des chemins de fer belges (SNCB) desservi par des trains InterCity (IC), Omnibus (L) et d'Heure de pointe (P).

## Situation ferroviaire
Établie à 26 m d'altitude, la gare de Quaregnon est située au point kilométrique (PK) 6,400 de la ligne 97, de Mons à Quiévrain (frontière), entre les gares de Jemappes et de Saint-Ghislain.

## Histoire
La gare de Quaregnon est mise en service le 1er mai 1865 en même temps que sur la ligne Mons - Quiévrain, ouverte en 1842. En 1877, elle reçoit un bâtiment voyageurs de la famille des gares standard à pignons à redents.

### Le premier bâtiment
Cette gare standard à pignons à redents tardive possède, comme celle de Buizingen et de Haren-Nord, une forme particulière avec un corps central à deux étages de cinq travées sous toiture en bâtière encadré par deux ailes à un étage de deux travées sous bâtière.
Contrairement aux gares standards plus anciennes, elle ne possède plus de pignons à redents (ils sont remplacés par des rampants en brique) et le pignon transversal situé au centre surplombe une grande baie en trois parties (au deuxième étage) et un porche faisant saillie côté rue.
Elle avait comme particularité par rapport aux autres gares de cette famille d'avoir sa façade construite intégralement en brique claire avec des bandeaux et arcs en brique plus foncée.
Un passage à niveau, désormais disparu est situé au bout des quais.

### Le second bâtiment
Près d'un siècle après sa construction, le premier bâtiment a été démoli et remplacé par un bâtiment à un seul étage construit en 1978.
Il s'agit d'un édifice rectangulaire à toit plat comprenant une partie technique réalisée en brique jaune et comportant de petites ouvertures et une partie dévolue aux voyageurs munie de grandes vitres et de panneaux en PVC blancs. Quelques murs, la cheminée et les murets du jardin sont construits en pierre rectangulaire. Quelques panneaux ont été repeints en bleu par après.
C'est peut-être à l'occasion de la construction de la nouvelle gare que fut supprimé le passage à niveau et construit un tunnel pour les piétons et les voyageurs.
Depuis le 28 juin 2013, la gare est devenue un point d'arrêt et le guichet est définitivement fermé.

## Service des voyageurs

### Accueil
Gare SNCB, elle dispose d'un bâtiment voyageurs. La gare ne compte plus de guichets.  Pour l'achat d'un titre de transport, adressez-vous, de préférence, à l'automate de vente ou via un autre canal de vente. Un souterrain permet la traversée des voies et le passage d'un quai à l'autre.

### Desserte
Quaregnon est desservie par des trains Intercity (IC), Omnibus (L) et d'Heure de pointe (P) de la SNCB, qui effectuent des missions sur la ligne commerciale 78 (Mons - Tournai - Lille-Flandres).
En semaine, il y a trois dessertes régulières cadencées à l'heure :
- des trains IC-14 reliant Quiévrain à Liège-Guillemins via Bruxelles ;
- des trains IC-19 reliant Tournai à Namur via Charleroi et La Louvière (la plupart circulant aussi de Lille-Flandres à Tournai) ;
- des trains L reliant Quévy à Mouscron via Tournai.

Aux heures de pointe, cette offre est complétée par quatre paires de trains P Mons - Tournai et deux Ath - Tournai  ainsi que deux paires de trains P Schaerbeek - Quiévrain / Saint-Ghislain et un unique P Mons - Quiévrain.
Les week-ends et jours fériés, la desserte se résume aux trains IC-25 (Mouscron - Liers via La Louvière, Charleroi, Namur et Liège) et L Quiévrain - Mons.
Durant les vacances d'été, la SNCB met en œuvre un train ICT Charleroi-Central - Blankenberge (via Mouscron) qui s'arrête à Quaregnon.

### Intermodalité
Un parc pour les vélos et un parking pour les véhicules y sont aménagés.

## Comptage voyageurs
Ce graphique et tableau montre le nombre de voyageurs embarquant en moyenne durant la semaine, le samedi et le dimanche.
| Nombre de passagers qui embarquent à la gare de Quaregnon | Nombre de passagers qui embarquent à la gare de Quaregnon | Nombre de passagers qui embarquent à la gare de Quaregnon | Nombre de passagers qui embarquent à la gare de Quaregnon |
|                                                           | Semaine                                                   | Samedi                                                    | Dimanche                                                  |
| --------------------------------------------------------- | --------------------------------------------------------- | --------------------------------------------------------- | --------------------------------------------------------- |
| 1977                                                      | 847                                                       | 185                                                       | 248                                                       |
| 1978                                                      | 919                                                       | 200                                                       | 220                                                       |
| 1979                                                      | 694                                                       | 205                                                       | 170                                                       |
| 1980                                                      | 707                                                       | 172                                                       | 229                                                       |
| 1981                                                      | 569                                                       | 135                                                       | 168                                                       |
| 1982                                                      | 540                                                       | 148                                                       | 162                                                       |
| 1983                                                      | 555                                                       | 153                                                       | 144                                                       |
| 1984                                                      | 524                                                       | 111                                                       | 90                                                        |
| 1985                                                      | 695                                                       | 152                                                       | 117                                                       |
| 1986                                                      | 584                                                       | 183                                                       | 169                                                       |
| 1987                                                      | 541                                                       | 196                                                       | 192                                                       |
| 1988                                                      | 735                                                       | 250                                                       | 273                                                       |
| 1989                                                      | 746                                                       | 242                                                       | 291                                                       |
| 1990                                                      | 728                                                       | 180                                                       | 114                                                       |
| 1991                                                      | 730                                                       | 155                                                       | 157                                                       |
| 1992                                                      | 711                                                       | 183                                                       | 181                                                       |
| 1993                                                      | 754                                                       | 223                                                       | 125                                                       |
| 1994                                                      | 751                                                       | 185                                                       | 119                                                       |
| 1995                                                      | 685                                                       | 192                                                       | 163                                                       |
| 1996                                                      | 542                                                       | 180                                                       | 126                                                       |
| 1997                                                      | 496                                                       | 134                                                       | 125                                                       |
| 1998                                                      | 546                                                       | 138                                                       | 130                                                       |
| 1999                                                      | 494                                                       | 164                                                       | 130                                                       |
| 2000                                                      | 490                                                       | 182                                                       | 124                                                       |
| 2001                                                      | 458                                                       | 202                                                       | 117                                                       |
| 2002                                                      | 508                                                       | 152                                                       | 120                                                       |
| 2003                                                      | 455                                                       | 170                                                       | 110                                                       |
| 2004                                                      | 415                                                       | 142                                                       | 154                                                       |
| 2005                                                      | 514                                                       | 166                                                       | 155                                                       |
| 2006                                                      | 556                                                       | 144                                                       | 142                                                       |
| 2007                                                      | 529                                                       | 204                                                       | 156                                                       |
| 2008                                                      | -                                                         | -                                                         | -                                                         |
| 2009                                                      | 602                                                       | 198                                                       | 192                                                       |
| 2010                                                      | -                                                         | -                                                         | -                                                         |
| 2011                                                      | -                                                         | -                                                         | -                                                         |
| 2012                                                      | 599                                                       | 227                                                       | 264                                                       |
| 2013                                                      | 644                                                       | 257                                                       | 180                                                       |
| 2014                                                      | 617                                                       | 265                                                       | 256                                                       |
| 2015                                                      | 526                                                       | 153                                                       | 156                                                       |
| 2016                                                      | 535                                                       | 155                                                       | 148                                                       |
| 2017                                                      | 563                                                       | 176                                                       | 141                                                       |
| 2018                                                      | 494                                                       | 170                                                       | 147                                                       |
| 2019                                                      | 533                                                       | 211                                                       | 144                                                       |
| 2020                                                      | 375                                                       | 161                                                       | 126                                                       |
| 2021                                                      | -                                                         | -                                                         | -                                                         |
| 2022                                                      | 517                                                       | 287                                                       | 166                                                       |
| 2023                                                      | 400                                                       | 209                                                       | 190                                                       |
| 2024                                                      | 385                                                       | 213                                                       | 177                                                       |